# ماینکرفت دانجنز
ماینکرفت دانجنز (انگلیسی: Minecraft Dungeons) یک بازی ویدئویی است که توسط موجانگ و دابل الون توسعه یافته‌است. این توسط بازی ایکس‌باکس گیم توزیع شده‌است. ماینکرفت دانجنز یک اسپین آف از ماینکرفت است و در ۲۶ مه ۲۰۲۰ برای نینتندو سوئیچ، پلی‌استیشن ۴، مایکروسافت ویندوز و ایکس‌باکس وان منتشر شد. این بازی نظرات مختلفی را از منتقدان دریافت کرد؛ بسیاری این بازی را با تمجید از تصاویر و موسیقی آن، سرگرم‌کننده و جذاب می‌دانند. با این حال، گیم پلی ساده و استفاده از نسل رویه ای آن، با داستان کوتاه و عدم عمق انتقادی، با استقبال متفاوت تری روبرو شد.